# Yemen Observer
Le Yemen Observer est un journal publié au Yémen.
Lors de la Crise internationale des caricatures de Mahomet, ce journal a publié les caricatures danoises de Mahomet.
Le 8 février 2006, les autorités yéménites ont annoncé la suspension des deux hebdomadaires qui ont reproduit les caricatures, déclarant : « En vertu du code de la presse, le ministère de l'Information a décidé mercredi de suspendre Yemen Observer et Al-Raï Al-Aam et de présenter leurs éditeurs et rédacteurs en chef au parquet pour avoir reproduit les caricatures offensantes pour Mahomet »,. Cette situation est évoquée dans un rapport du Parlement européen sur la situation des droits de l'homme au Yémen.

## Sources
1. ↑  Source : Nouvel Observateur du 08.02.06.
2. ↑  RSF, Yémen : Affaires des caricatures : les mesures "absurdes et dangereuses" continuent dans le monde arabe, 13/02/2006. 
http://www.rsf.org/article.php3?id_article=16486
3. ↑  http://www.europarl.europa.eu/meetdocs/2004_2009/documents/nt/613/613967/613967fr.pdf